# 속리산중학교
속리산중학교(俗離山中學校)는 대한민국 충청북도 보은군 삼승면 내망리에 있는 공립 중학교이다.

## 학교 연혁
- 1969년 1월 14일 : 원남중학교 설립 인가(2학급)
- 1970년 3월 20일 : 원남중학교 개교
- 1970년 5월 26일 : 초대 이석표 교장 부임
- 1973년 1월 18일 : 제1회 졸업(98명)
- 2003년 12월 23일 : 교사 신축 준공
- 2009년 11월 3일 : 기숙형 중학교 설립 확정
- 2010년 9월 1일 : 기숙형 중학교 착공
- 2011년 3월 1일 : 속리산중학교로 통폐합(내북, 속리, 원남중)
- 2021년 3월 1일 : 제24대 김노일 교장 부임
- 2024년 2월 2일 : 제52회 졸업식(29명, 졸업생 총 5,611명)
- 2024년 3월 4일 : 신입생 입학(18명)

## 참고 자료
- 속리산중학교 - 한국교육학술정보원 학교알리미